# Retrolidia bimaculata
Retrolidia bimaculata är en insektsart som beskrevs av Dietrich 2003. Retrolidia bimaculata ingår i släktet Retrolidia och familjen dvärgstritar. Inga underarter finns listade i Catalogue of Life.